# Great Glen Way
Der Great Glen Way ist ein Trekking- oder Radwanderweg durch die schottischen Highlands. Er verläuft parallel zum Kaledonischen Kanal zwischen Fort William und Inverness, entlang der Seen Loch Linnhe, Loch Lochy, Loch Oich und Loch Ness. Den größten See, Loch Ness, bekommt man jedoch nur teilweise zu sehen, da der Wanderweg streckenweise auf der anderen Seite eines Bergkammes verläuft. Der Great Glen Way kann in beiden Richtungen bewandert werden, allerdings empfiehlt es sich in Fort William zu starten und den Weg in Richtung Nordosten zu gehen, da man somit Wind und Sonne meist im Rücken hat. Außerdem beginnt man so mit dem einfachsten Abschnitt und kann sich an die steigenden Herausforderungen gewöhnen.
Der Wanderweg wurde offiziell am 30. April 2002 von Andrew Mountbatten-Windsor, Duke of York eingeweiht und verläuft auf einer Länge von 117 km.
Die Strecke kann mit Trekking-Gepäck bequem in etwa 5 bis 7 Tagen gelaufen werden. Mit sehr leichtem Gepäck, wie etwa bei Nutzung eines der ansässigen Gepäck-Transportunternehmen, kann man den Weg bei guter Ausdauer auch in 3 bis 4 Tagen bewältigen.

## Fotos

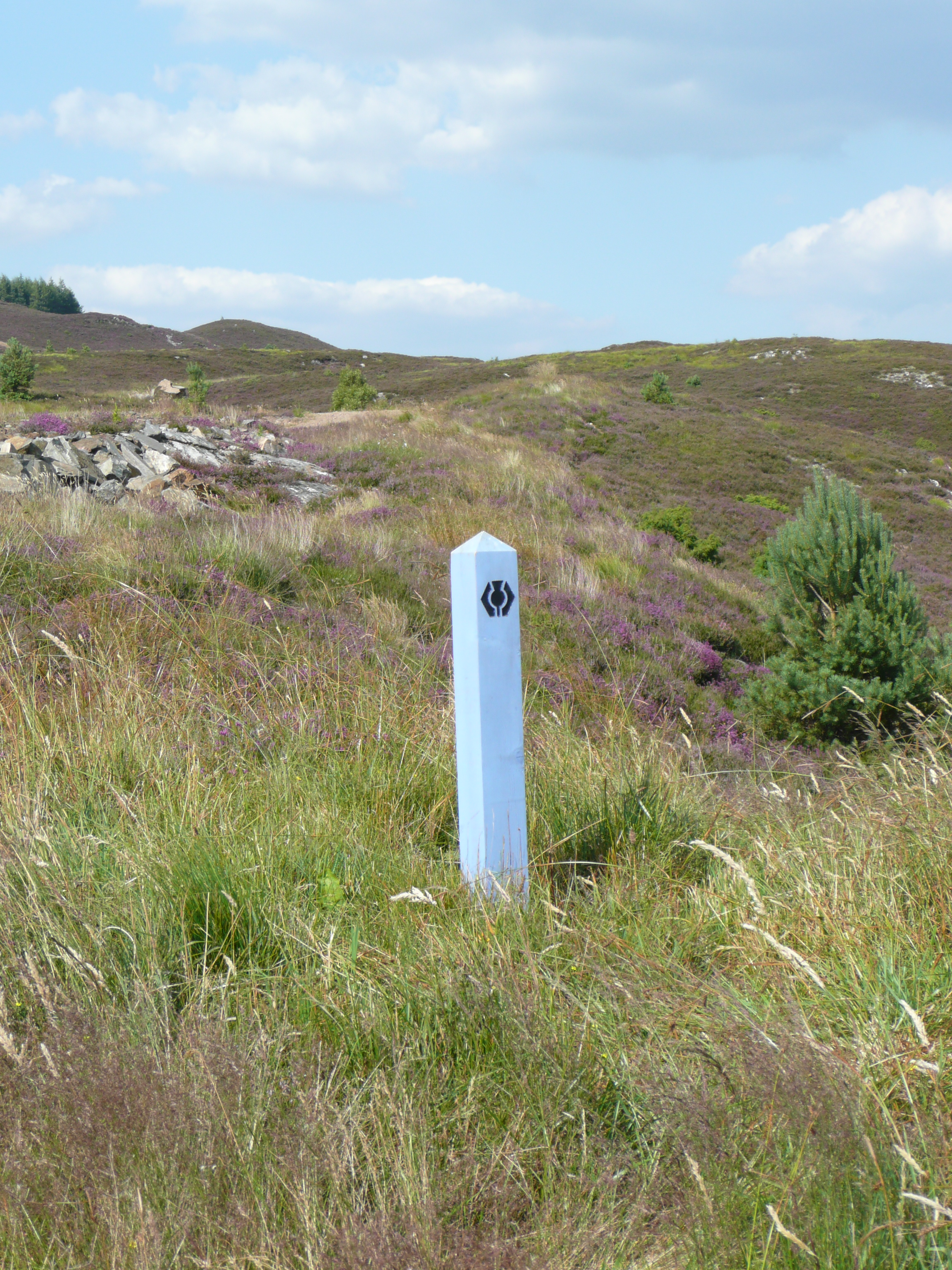
Wegmarkierung nach aktuellem Standard
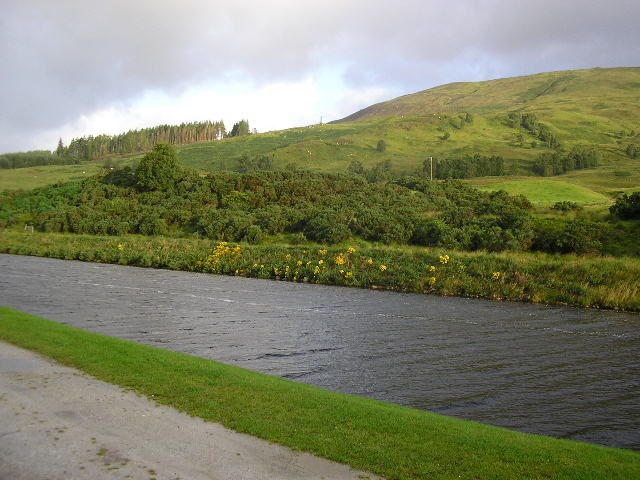
Am Kaledonischen Kanal
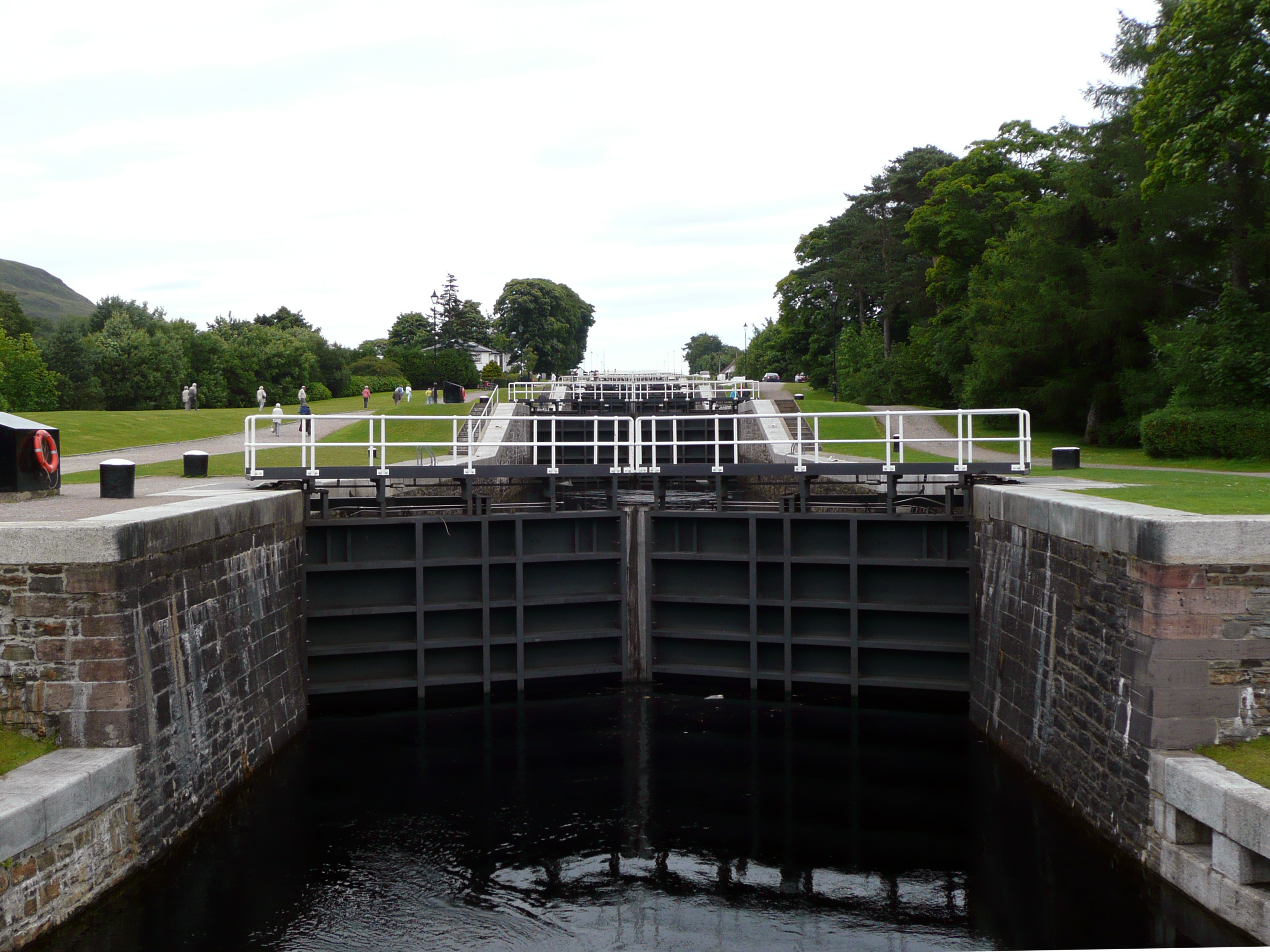
Neptune’s Staircase
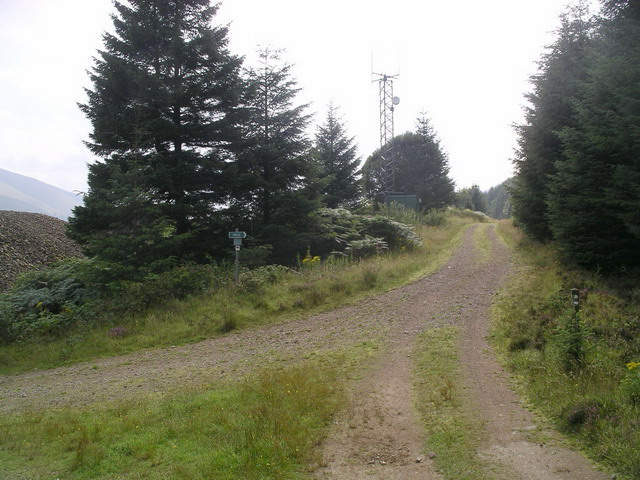
Weg im South Laggan Forest
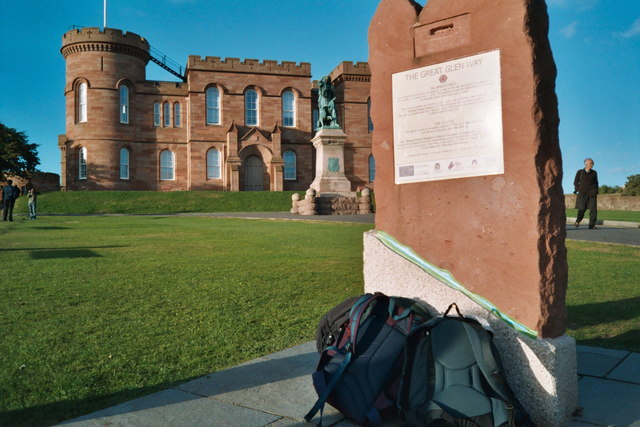
Endpunkt